# Safaa El-Toukhi
Safaa Abdallah Mohammed El Tokhi (nacida el 22 de agosto de 1964), conocida popularmente como Safaa El-Toukhi, es una actriz egipcia. Ha destacado por sus papeles en las películas The Hunter, Gunshot y Kafr Delhab.

## Biografía
El Tokhi nació el 22 de agosto de 1964 en El Cairo, Egipto. Su padre Abdallah Al-Toukhi era un dramaturgo radical que nació el 18 de agosto de 1926 y murió el 26 de febrero de 2001 a la edad de 74 años. Su madre, Fathia al-Assal, fue una destacada dramaturga y activista egipcia, quien nació el 20 de febrero de 1933 y murió el 15 de junio de 2014 a la edad de 81 años.

## Carrera
El Tokhi se graduó con una licenciatura en el Instituto Superior de Artes Dramáticas en 1985. Inicialmente, trabajó como escritora, influenciada por su madre. En 1995, comenzó a trabajar en el Instituto Nacional de Cultura.
Comenzó su carrera como actriz en 1979 con la serie de televisión El Bahitha. Participó solo en una obra de teatro que El Ayyam El Makhmoura representó en 1999. Luego continuó actuando en varias películas, como El Zaman El Saa'b, El Mohagir y Bekhit we Adila . Mientras tanto protagonizó los seriales televisivos: Leyali El Hulmiyya, Lan Ayesh Fi Galbab Abi, Mahmoud El Masry. Su actuación televisiva más notable llegó a través de la serie Qadhiya Rai Am con el papel de 'Yousra'.

## Filmografía
| Año  | Título                                   | Rol                                       | Tipo                | Ref. |
| ---- | ---------------------------------------- | ----------------------------------------- | ------------------- | ---- |
| 1991 | Conscience of Teacher Hikmat             | Ekhlas                                    | Serie de televisión |      |
| 1992 | Al Helmeya Nights                        | Sally                                     | Serie de televisión |      |
| 1991 | Hekayat Elghareeb                        | Salma                                     | TV Movie            |      |
| 1995 | Al Ziny Barakat                          |                                           | Serie de televisión |      |
| 1996 | I Won't Live in My Father's Robes        | Fawwzia                                   | Serie de televisión |      |
| 1997 | Bakhit and Adeela 2                      |                                           | Película            |      |
| 2001 | We Have the Following News               |                                           | Película            |      |
| 2002 | Horseman Without a Horse                 | Aziza                                     | Serie de televisión |      |
| 2002 | Ayna qalbi                               | Najila                                    | Miniserie           |      |
| 2004 | Mahmoud the Egyption                     | Alia                                      | Serie de televisión |      |
| 2005 | Raya wa Sekina                           | Mariam Zaki Abdulatif / Mariam Al Shamiya | Serie de televisión |      |
| 2007 | Critical Moments                         | Azziza                                    | Serie de televisión |      |
| 2008 | Boushkash                                |                                           | Película            |      |
| 2010 | Mama Fi El-Qism                          | Karam Abdulmohsen                         | Serie de televisión |      |
| 2010 | Ayza Atgawez                             | Umm Barqouq / Nancy Al Sayed Faraj        | Serie de televisión |      |
| 2014 | Saraya Abdeen                            | Srr                                       | Serie de televisión |      |
| 2014 | The Hunter                               | Psiquiatra                                | Serie de televisión |      |
| 2015 | Jews' Alley                              |                                           | Serie de televisión |      |
| 2015 | Saherat Al Janoub                        | Bakhita                                   | Serie de televisión |      |
| 2016 | Soqoot Hor                               | Seham                                     | Serie de televisión |      |
| 2017 | Kafr Delhab                              | Nawal                                     | Serie de televisión |      |
| 2017 | Abu Al Arosah                            | Wafaa                                     | Serie de televisión |      |
| 2018 | El Share'A Elly Warana: One Block Behind | Baheera                                   | Serie de televisión |      |
| 2018 | Poisonous Roses                          | Madre                                     | Película            |      |
| 2018 | Gunshot                                  | Mahasen                                   | Película            |      |
| 2019 | Weld Al Ghalabah                         |                                           | Serie de televisión |      |
| 2020 | The Prince                               |                                           | Serie de televisión |      |
| 2020 | Khayt Harir                              |                                           | Serie de televisión |      |